# 黑斯蒂 (科羅拉多州)
黑斯蒂（英語：Hasty）是位於美國科羅拉多州本特縣的一個人口普查指定地區。

## 地理
黑斯蒂的座標為38°06′45″N 102°57′26″W / 38.11250°N 102.95722°W，而該地最高點為海拔高度1180米（即3870英尺）。

## 人口
根據2010年美國人口普查的數據，黑斯蒂的面積為0.9平方千米，均為陸地。當地共有人口144人，而人口密度為每平方千米160人。